# Arceremaeidae
Arceremaeidae är en familj av kvalster. Arceremaeidae ingår i överfamiljen Eremelloidea, ordningen Sarcoptiformes, klassen spindeldjur, fylumet leddjur och riket djur. Enligt Catalogue of Life omfattar familjen Arceremaeidae 10 arter. 
Kladogram enligt Catalogue of Life:
| Arceremaeidae | \| \| Arceremaeus \| \| \| \| \| \| Tecteremaeus \| \| \| \| |
|               | \| \| Arceremaeus \| \| \| \| \| \| Tecteremaeus \| \| \| \| |
|               | Caleremaeidae                                                |
|               |                                                              |
|               | Eremellidae                                                  |
|               |                                                              |
|               | Machadobelbidae                                              |
|               |                                                              |
|               | Oribellidae                                                  |
|               |                                                              |
|               | Platyameridae                                                |
|               |                                                              |
|               | Spinozetidae                                                 |
|               |                                                              |
|               | Arceremaeus                                                  |
|               |                                                              |
|               | Tecteremaeus                                                 |
|               |                                                              |

|  | Arceremaeus  |
|  |              |
|  | Tecteremaeus |
|  |              |